# 2012年夏季奧林匹克運動會羽毛球女子雙打比賽
2012年夏季奧林匹克運動會羽毛球比賽，為第30屆夏季奧林匹克運動會的其中一項競賽項目，共產生五面金牌；賽事將於2012年7月25日至8月5日在倫敦溫布利體育館舉行。本條目為女子雙打項目的比賽結果。
本屆賽事期間發生消極比賽事件，導致王晓理、于洋等八名球員被取消參賽資格，並各被追加不同年期的女雙停賽處罰，惟各涉事教練組的懲罰不詳。
最終中国组合田卿/赵芸蕾在決賽中以2比0（21-10、25-23）战胜日本的藤井瑞希/垣岩令佳，奪得金牌，日本隊獲得銀牌，而銅牌是俄羅斯隊。

## 獎牌榜

### 項目獎牌榜
| 項目     | 金牌                          | 银牌                                | 铜牌                                                  |
| 女子雙打 | 田卿（中国） · 赵芸蕾（中国） | 藤井瑞希（日本） · 垣岩令佳（日本） | 瓦莱里亚·索罗金娜（俄罗斯） · 尼娜·维斯洛娃（俄罗斯） |

### 國家獎牌榜
| 排名 | 国家／地区 | 金牌 | 银牌 | 铜牌 | 總數 |
| ---- | ---------- | ---- | ---- | ---- | ---- |
| 1    | 中国       | 1    | 0    | 0    | 1    |
| 2    | 日本       | 0    | 1    | 0    | 1    |
| 3    | 俄罗斯     | 0    | 0    | 1    | 1    |
| 總數 | 總數       | 1    | 1    | 1    | 3    |

## 參賽選手及賽事種子
括號內顯示的為2012年5月3日世界羽聯公佈的世界排名：
1. 王晓理 / 于洋（中国）（1）（選手取消資格）
2. 田卿 / 赵芸蕾（中国）（2）
3. 河貞恩 / 金旼貞（韩国）（3）（選手取消資格）
4. 藤井瑞希 / 垣岩令佳（日本）（4）
5. 卡米拉·吕特·尤尔 / 克里斯汀娜·彼德森（丹麦）（5）
6. 前田美順 / 末綱聰子（日本）（6）
7. 鄭景銀 / 金荷娜（韩国）（8）（選手取消資格）
8. 程文欣 / 簡毓瑾（中华台北）（10）
9. 格雷西娅·波利 / 梅利亚娜·乔哈里（印度尼西亚）（12）（選手取消資格）
10. 欣塔·穆利亚·萨里 / 姚蕾（新加坡）（13）
11. 潘樂恩 / 謝影雪（中国香港）（15）
12. 瓦拉·古塔 / 阿什维尼·蓬纳帕（印度）（16）
13. 瓦莱里亚·索罗金娜 / 尼娜·维斯洛娃（俄罗斯）（18）
14. 亚历山德拉·布鲁斯 / 李文珊（加拿大）（28）
15. 周玉蓮 / 雷努加·韦兰（35）
16. 米歇尔·克莱尔·爱德华兹 / 安娜里·维尔容（南非）（44）

## 比賽流程

### 小組賽階段

#### A組
| 排名     | 國家 / 運動員                               | 賽 | 勝 | 負 | 得局 | 失局 | 得分 | 失分 |
| -------- | ------------------------------------------- | -- | -- | -- | ---- | ---- | ---- | ---- |
| 1        | 瓦莱里亚·索罗金娜 / 尼娜·维斯洛娃（俄罗斯） | 1  | 1  | 0  | 2    | 0    | 42   | 18   |
| 2        | 亚历山德拉·布鲁斯 / 李文珊（加拿大）        | 1  | 0  | 1  | 0    | 2    | 18   | 42   |
| 取消資格 | 鄭景銀 / 金荷娜（韩国）                     | － | － | － | －   | －   | －   | －   |
| 取消資格 | 王晓理 / 于洋（中国）                       | － | － | － | －   | －   | －   | －   |

| 場數 | 日期/時間     | 成績                                                                               | 成績  | 成績  | 成績 | 成績 | 備註                  |
| ---- | ------------- | ---------------------------------------------------------------------------------- | ----- | ----- | ---- | ---- | --------------------- |
| 1    | 7月28日 18:30 | 王晓理 / 于洋（中国） · 亚历山德拉·布鲁斯 / 李文珊（加拿大）                       | 21 11 | 21 7  |      |      | 選手取消資格 成績作廢 |
| 2    | 7月29日 09:40 | 鄭景銀 / 金荷娜（韩国） · 亚历山德拉·布鲁斯 / 李文珊（加拿大）                     | 21 5  | 21 11 |      |      | 選手取消資格 成績作廢 |
| 3    | 7月29日 18:30 | 王晓理 / 于洋（中国） · 瓦莱里亚·索罗金娜 / 尼娜·维斯洛娃（俄罗斯）                | 21 6  | 21 9  |      |      | 選手取消資格 成績作廢 |
| 4    | 7月30日 09:40 | 鄭景銀 / 金荷娜（韩国） · 瓦莱里亚·索罗金娜 / 尼娜·维斯洛娃（俄罗斯）              | 23 21 | 21 18 |      |      | 選手取消資格 成績作廢 |
| 5    | 7月31日 08:30 | 瓦莱里亚·索罗金娜 / 尼娜·维斯洛娃（俄罗斯） · 亚历山德拉·布鲁斯 / 李文珊（加拿大） | 21 8  | 21 10 |      |      |                       |
| 6    | 7月31日 19:07 | 王晓理 / 于洋（中国） · 鄭景銀 / 金荷娜（韩国）                                    | 14 21 | 11 21 |      |      | 選手取消資格 成績作廢 |

#### B組
| 排名 | 國家 / 運動員                       | 賽 | 勝 | 負 | 得局 | 失局 | 得分 | 失分 |
| ---- | ----------------------------------- | -- | -- | -- | ---- | ---- | ---- | ---- |
| 1    | 程文欣 / 簡毓瑾（中华台北）         | 3  | 2  | 1  | 5    | 3    | 164  | 143  |
| 2    | 藤井瑞希 / 垣岩令佳（日本）         | 3  | 2  | 1  | 4    | 3    | 130  | 126  |
| 3    | 瓦拉·古塔 / 阿什维尼·蓬纳帕（印度） | 3  | 2  | 1  | 4    | 3    | 138  | 135  |
| 4    | 欣塔·穆利亚·萨里 / 姚蕾（新加坡）   | 3  | 0  | 3  | 2    | 6    | 132  | 160  |

| 場數 | 日期/時間     | 成績                                                                    | 成績  | 成績  | 成績  | 成績 |
| ---- | ------------- | ----------------------------------------------------------------------- | ----- | ----- | ----- | ---- |
| 1    | 7月28日 15:20 | 藤井瑞希 / 垣岩令佳（日本） · 瓦拉·古塔 / 阿什维尼·蓬纳帕（印度）       | 21 16 | 21 18 |       |      |
| 2    | 7月28日 20:15 | 程文欣 / 簡毓瑾（中华台北） · 欣塔·穆利亚·萨里 / 姚蕾（新加坡）         | 18 21 | 21 15 | 21 15 |      |
| 3    | 7月29日 14:17 | 藤井瑞希 / 垣岩令佳（日本） · 欣塔·穆利亚·萨里 / 姚蕾（新加坡）         | 16 21 | 21 10 | 21 19 |      |
| 4    | 7月30日 19:05 | 程文欣 / 簡毓瑾（中华台北） · 瓦拉·古塔 / 阿什维尼·蓬纳帕（印度）       | 23 25 | 21 16 | 18 21 |      |
| 5    | 7月31日 13:09 | 藤井瑞希 / 垣岩令佳（日本） · 程文欣 / 簡毓瑾（中华台北）               | 19 21 | 11 21 |       |      |
| 6    | 7月31日 18:30 | 欣塔·穆利亚·萨里 / 姚蕾（新加坡） · 瓦拉·古塔 / 阿什维尼·蓬纳帕（印度） | 15 21 | 16 21 |       |      |

#### C組
| 排名     | 國家 / 運動員                                  | 賽 | 勝 | 負 | 得局 | 失局 | 得分 | 失分 |
| -------- | ---------------------------------------------- | -- | -- | -- | ---- | ---- | ---- | ---- |
| 1        | 周玉蓮 / 雷努加·韦兰（）                       | 1  | 1  | 0  | 2    | 0    | 42   | 16   |
| 2        | 米歇尔·克莱尔·爱德华兹 / 安娜里·维尔容（南非） | 1  | 0  | 1  | 0    | 2    | 16   | 42   |
| 取消资格 | 河貞恩 / 金旼貞（韩国）                        | － | － | － | －   | －   | －   | －   |
| 取消资格 | 格雷西娅·波利 / 梅利亚娜·乔哈里（印度尼西亚）  | － | － | － | －   | －   | －   | －   |

| 場數 | 日期/時間     | 成績                                                                                           | 成績  | 成績  | 成績  | 成績 | 備註                  |
| ---- | ------------- | ---------------------------------------------------------------------------------------------- | ----- | ----- | ----- | ---- | --------------------- |
| 1    | 7月28日 14:17 | 河貞恩 / 金旼貞（韩国） · 米歇尔·克莱尔·爱德华兹 / 安娜里·维尔容（南非）                       | 21 8  | 21 7  |       |      | 選手取消資格 成績作廢 |
| 2    | 7月28日 19:42 | 格雷西娅·波利 / 梅利亚娜·乔哈里（印度尼西亚） · 周玉蓮 / 雷努加·韦兰（）                       | 21 11 | 20 22 | 21 13 |      | 選手取消資格 成績作廢 |
| 3    | 7月29日 20:52 | 周玉蓮 / 雷努加·韦兰（） · 米歇尔·克莱尔·爱德华兹 / 安娜里·维尔容（南非）                      | 21 9  | 21 7  |       |      |                       |
| 4    | 7月30日 15:20 | 格雷西娅·波利 / 梅利亚娜·乔哈里（印度尼西亚） · 米歇尔·克莱尔·爱德华兹 / 安娜里·维尔容（南非） | 21 18 | 21 10 |       |      | 選手取消資格 成績作廢 |
| 5    | 7月30日 19:09 | 河貞恩 / 金旼貞（韩国） · 周玉蓮 / 雷努加·韦兰（）                                             | 21 7  | 21 19 |       |      | 選手取消資格 成績作廢 |
| 6    | 7月31日 20:19 | 河貞恩 / 金旼貞（韩国） · 格雷西娅·波利 / 梅利亚娜·乔哈里（印度尼西亚）                        | 18 21 | 21 14 | 21 12 |      | 選手取消資格 成績作廢 |

#### D組
| 排名 | 國家 / 運動員                                | 賽 | 勝 | 負 | 得局 | 失局 | 得分 | 失分 |
| ---- | -------------------------------------------- | -- | -- | -- | ---- | ---- | ---- | ---- |
| 1    | 卡米拉·吕特·尤尔 / 克里斯汀娜·彼德森（丹麦） | 3  | 2  | 1  | 5    | 3    | 151  | 144  |
| 2    | 田卿 / 赵芸蕾（中国）                        | 3  | 2  | 1  | 4    | 2    | 116  | 99   |
| 3    | 前田美順 / 末綱聰子（日本）                  | 3  | 2  | 1  | 4    | 3    | 135  | 128  |
| 4    | 潘樂恩 / 謝影雪（中国香港）                  | 3  | 0  | 3  | 1    | 6    | 109  | 140  |

| 場數 | 日期/時間     | 成績                                                                       | 成績  | 成績  | 成績  | 成績 |
| ---- | ------------- | -------------------------------------------------------------------------- | ----- | ----- | ----- | ---- |
| 1    | 7月28日 09:07 | 卡米拉·吕特·尤尔 / 克里斯汀娜·彼德森（丹麦） · 前田美順 / 末綱聰子（日本） | 21 18 | 14 21 | 17 21 |      |
| 2    | 7月28日 09:44 | 田卿 / 赵芸蕾（中国） · 潘樂恩 / 謝影雪（中国香港）                        | 21 11 | 21 12 |       |      |
| 3    | 7月29日 19:42 | 卡米拉·吕特·尤尔 / 克里斯汀娜·彼德森（丹麦） · 潘樂恩 / 謝影雪（中国香港） | 21 13 | 14 21 | 21 18 |      |
| 4    | 7月30日 09:44 | 田卿 / 赵芸蕾（中国） · 前田美順 / 末綱聰子（日本）                        | 21 16 | 21 17 |       |      |
| 5    | 7月31日 09:40 | 田卿 / 赵芸蕾（中国） · 卡米拉·吕特·尤尔 / 克里斯汀娜·彼德森（丹麦）       | 20 22 | 12 21 |       |      |
| 6    | 7月31日 14:15 | 前田美順 / 末綱聰子（日本） · 潘樂恩 / 謝影雪（中国香港）                  | 21 15 | 21 19 |       |      |

### 淘汰賽階段
|  | 半準決賽 | 半準決賽                                             | 半準決賽                            | 半準決賽                            | 半準決賽 |                                         |                                             | 準決賽                                | 準決賽 | 準決賽 | 準決賽 | 準決賽 |        |    | 決賽 | 決賽                                        | 決賽 | 決賽 | 決賽 | 決賽 | 決賽 |
|  |          |                                                      |                                     |                                     |          |                                         |                                             |                                       |        |        |        |        |        |    |      |                                             |      |      |      |      |      |
|  | A1       | V·索罗金娜（俄罗斯） · N·维斯洛娃（俄罗斯）          | 21                                  | 21                                  |          |                                         |                                             |                                       |        |        |        |        |        |    |      |                                             |      |      |      |      |      |
|  | C2       | M·C·爱德华兹（南非） · 安娜里·维尔容（南非）         | 9                                   | 7                                   |          |                                         |                                             |                                       |        |        |        |        |        |    |      |                                             |      |      |      |      |      |
|  | C2       | M·C·爱德华兹（南非） · 安娜里·维尔容（南非）         | 9                                   | 7                                   |          | A1                                      | V·索罗金娜（俄罗斯） · N·维斯洛娃（俄罗斯） | 19                                    | 6      |        |        |        |        |    |      |                                             |      |      |      |      |      |
|  |          |                                                      |                                     |                                     |          | A1                                      | V·索罗金娜（俄罗斯） · N·维斯洛娃（俄罗斯） | 19                                    | 6      |        |        |        |        |    |      |                                             |      |      |      |      |      |
|  |          | D2                                                   | 田卿（中国） · 赵芸蕾（中国）       | 21                                  | 21       |                                         |                                             |                                       |        |        |        |        |        |    |      |                                             |      |      |      |      |      |
|  | B1       | D2                                                   | 田卿（中国） · 赵芸蕾（中国）       | 21                                  | 21       | 程文欣（中华台北） · 簡毓瑾（中华台北） | 10                                          | 14                                    |        |        |        |        |        |    |      |                                             |      |      |      |      |      |
|  | B1       |                                                      |                                     |                                     |          | 程文欣（中华台北） · 簡毓瑾（中华台北） | 10                                          | 14                                    |        |        |        |        |        |    |      |                                             |      |      |      |      |      |
|  | D2       | 田卿（中国） · 赵芸蕾（中国）                        | 21                                  | 21                                  |          |                                         |                                             |                                       |        |        |        |        |        |    |      |                                             |      |      |      |      |      |
|  |          |                                                      |                                     |                                     |          |                                         |                                             |                                       |        |        |        |        |        |    | D2   | 田卿（中国） · 赵芸蕾（中国）               | 21   | 25   |      |      |      |
|  |          |                                                      | B2                                  | 藤井瑞希（日本） · 垣岩令佳（日本） | 10       | 23                                      |                                             |                                       |        |        |        |        |        |    |      |                                             |      |      |      |      |      |
|  | A2       | A·布鲁斯（加拿大） · 李文珊（加拿大）                | 21                                  | 18                                  | 21       |                                         |                                             |                                       |        |        |        |        |        |    |      |                                             |      |      |      |      |      |
|  | C1       | 周玉蓮（） · 雷努加·韦兰（）                         | 9                                   | 21                                  | 18       |                                         |                                             |                                       |        |        |        |        |        |    |      |                                             |      |      |      |      |      |
|  | C1       | 周玉蓮（） · 雷努加·韦兰（）                         | 9                                   | 21                                  | 18       |                                         | A2                                          | A·布鲁斯（加拿大） · 李文珊（加拿大） | 12     | 21     | 13     |        |        |    |      |                                             |      |      |      |      |      |
|  |          |                                                      |                                     |                                     |          |                                         | A2                                          | A·布鲁斯（加拿大） · 李文珊（加拿大） | 12     | 21     | 13     |        |        |    |      |                                             |      |      |      |      |      |
|  |          | B2                                                   | 藤井瑞希（日本） · 垣岩令佳（日本） | 21                                  | 19       | 21                                      |                                             |                                       | 銅牌賽 | 銅牌賽 | 銅牌賽 | 銅牌賽 | 銅牌賽 |    |      |                                             |      |      |      |      |      |
|  | B2       | B2                                                   | 藤井瑞希（日本） · 垣岩令佳（日本） | 21                                  | 19       | 21                                      | 藤井瑞希（日本） · 垣岩令佳（日本）         | 22                                    | 銅牌賽 | 銅牌賽 | 銅牌賽 | 銅牌賽 | 銅牌賽 | 21 |      |                                             |      |      |      |      |      |
|  | B2       |                                                      |                                     |                                     |          |                                         | 藤井瑞希（日本） · 垣岩令佳（日本）         | 22                                    |        |        |        |        |        | 21 |      |                                             |      |      |      |      |      |
|  | D1       | 卡米拉·吕特·尤尔（丹麦） · 克里斯汀娜·彼德森（丹麦） | 20                                  | 10                                  |          |                                         |                                             |                                       |        |        |        |        |        |    | A1   | V·索罗金娜（俄罗斯） · N·维斯洛娃（俄罗斯） | 21   | 21   |      |      |      |
|  |          |                                                      |                                     |                                     |          |                                         |                                             |                                       |        |        |        |        |        |    | A2   | A·布鲁斯（加拿大） · 李文珊（加拿大）       | 9    | 10   |      |      |      |

## 消极比赛事件

### 事件起因
在7月31日進行的小組賽D組最後一輪比賽中，賽事的2號種子、中国组合田卿/赵芸蕾意外以0比2負於5號種子、丹麥的卡米拉·吕特·尤尔/克里斯汀娜·彼德森，致使她們只能以小组第二名出線，極有可能在决赛前與另一對中国選手、賽事的頭號種子于洋/王晓理提前相遇。因此，在同日進行的小组赛A组最后一輪比赛中，中国组合于洋/王晓理故意输给韩国的鄭景銀/金荷娜，多次发球下网和击球出界失分，引發場中不時嘘声四起。于洋在赛后解釋，由於她们早已出线，所以希望留下体力和精力面对翌日開始的淘汰赛，「没必要再拼了」。
在其後進行的小组赛C组最后一场比赛，由印尼的格雷西娅·波利/梅利亚娜·乔哈里對戰韩国的河貞恩/金旼貞。由於此戰的勝方會以C组首名出線，八強的對手將是此前落敗的王晓理/于洋，為避免過早與強敵遭遇，雙方皆刻意失误；由於太过明显做作，以致全场嘘声不断，大会更两度发出黑牌警告雙方球員，要求双方立即改善行为，否則取消资格。最後河/金以2比1勝出賽事。

### 對選手的處分
國際奧委會和世界羽联在賽後第一時間展開調查，並在8月1日下午由世界羽联的托馬斯·倫德發出官方声明，四对选手（包括中国选手于洋/王晓理，韩国选手郑景银/金荷娜、河贞恩/金旼贞，以及印尼选手格雷西娅·波利/梅利亚娜·乔哈里）因消极比赛，违反了世界羽联球员比赛规定第4.5与4.16章节中有关“球员必须在比赛中发挥全力，不违反体育精神去比赛”的规定，她們的奥运会参赛资格將會被取消。事後，世界羽联纪律委员会收到了韩国隊和印尼隊的申诉，并确认中国隊没有申诉；后来印尼羽协撤销申诉，而韩国的申诉則被申诉委员会主席驳回。世界羽联同時确认此次处罚仅适用于本屆奥运比赛，並不影响涉事运动员参加其它赛事，也不会处罚涉事国家的羽联和教练员。與此同時，世界羽联宣布由與被取消資格选手同組的其餘四对选手递补晉級八強。

### 對教練的懲處
8月3日，国际奥委会要求中国、韩国和印尼代表团对被取消资格的四对组合的教练人员进行调查，以确保不只运动员受罚。《湖南日报》谭云东指出「于洋/王晓理可惜了，消极比赛显然不是她们的决定，羽毛球队、中国军团都要反思！」對教練的懲處後續不詳。

### 涉事方的反應
中国
- 中国体育代表团对是次事件發表声明，指出代表团充分尊重世界羽联的决定，並不会再就这事件进行上诉。声明还重申于洋和王晓理在赛场上的行为违背了奥林匹克的宗旨和体育竞赛的精神，代表团对此表示痛心，并坚决反对和严厉批评这样的行为。代表团將对相关人员进行调查[9]。

- 中国国家羽毛球队总教练李永波表示，对于头号种子选手于洋和王晓理在女双比赛中的故意输球，願意接受处罚，并且向球迷道歉，認為作为领导的自己「没有把运动员更好的一面展示给大家」；但亦解釋，因為第一次在奥运会上遇到循环赛规则，无论教练员还是运动员都对这个赛制「理解得不透彻」；並認為职业运动员的体育精神，是追求更高更快更强，所以没有充分认识事件的重要性[10][11]。至8月3日，李永波收起了道歉的口吻，並稱各方的斥責是对中国羽毛球的嫉妒，但這不會动摇他们在羽毛球壇的统治地位；另外，他認為这次处罚雖然太过分，但不會申诉，他们就只好「受点委屈」，以後都不想再谈这件事[12]。

- 于洋起初回應只是因為受伤，所以选择利用规则放弃比赛，以令淘汰赛打的更好；「事情就是这么简单，没有那么复杂，但就是这么不可饶恕」；並謂會方无情的安排打碎了她们的梦想，更在微博留言：“这也是我最后一次比赛了。再见国际羽联，再见我挚爱的羽毛球。”[13]5小時後[14]，于洋與王曉理在接受新華社與中國中央電視台聯合採訪時，公開向球迷道歉，坦承並未全力以赴，並承諾以後會繼續打好每一場球。[15]

- 本次消極比賽事件除引發中國網友熱議外，于洋的母親在接受中國媒體採訪時也表示：「于洋從小就很聽話，到隊裏也是，我不相信她會自作主張。」[16]

韓國
- 事件發生當日，韩国国家羽毛球队成汉国表示中国队是此次事件的“始作俑者”，隊員們消极比赛是“跟中国队学的”；韩联社亦指出这次事件的起源是中国队，韩国队员是被卷入其中，不得不进行“不诚实的比赛”。但其後，此番言論卻引來國內媒體抨擊，《朝鲜日报》社论更指，代表团强调“中国队消极在先”等于在说“我们犯的错少，所以无所谓”[17]。

- 韩国大韩体育协会其後在伦敦召开新闻发布会，表示已立刻收回四名遭处罚选手，以及现场指挥的教练金文秀的AD卡，並勒令他们立刻回国[18]。而韩国国家羽毛球队总教练成汉国亦在新闻发布会上，對导致大韩民国名誉扫地低头表示深深的歉意，並表示自己无颜面说明发生这种事情的原因，这次事件他必须负责。他又指出作为体育人不能没有诚意投入比赛，对于自己没能守住这條道德底线需要深刻的反省[18]。

印尼
- 印尼体育与青年部在印尼羽毛球协会官网上发表声明，支持国际奥委会和世界羽联的决定，並已责令兩名涉事选手及其教练回国。同時，他們要求对伦敦奥运会羽毛球比赛采用循环赛制进行复审[17]。

其他隊伍
- 澳大利亚羽毛球队主教练雷塞-邦德加德称小组赛对他们是好事，为他们提供舞台；並讚賞世界羽联在24小时内迅速做出决定，尊重公平竞争[19]。

- 印度羽毛球队教练普萊勒·戈比昌德指出，日本组合藤井瑞希和垣岩令佳在與中华台北选手简毓瑾/程文欣的比赛中故意输球，从而避免在淘汰赛首轮遇到中国组合，間接导致印度组合遭淘汰。他們已向世界羽联申訴，但世界羽联指比賽並没有发现任何异常[20]。

從讓球到假摔
- 在羽球女子雙打比賽發生中、韓、印尼三國故意讓球事件的同時，2012年夏季奧林匹克運動會自行車比賽也發生了英國隊利用規則假摔的醜聞，因而有媒體認為錯在奧委會的賽制規則不完備，致使漏洞可鑽，中、韓、印尼三國故意讓球並沒有錯，或有認為奧委會執法是雙重標準者。[21][22][23]

### 輿論
- 《新京報》社論說「在赛场上得金牌升国旗确实有助于提升国家形象，但表现出真正的竞赛水平，弘扬出奥运精神，同样也是在展示国家形象和公民素质——它们更重要。」[24]
- 《東方日報》韓世光：「強國的風采在今屆倫敦奧運再次表露無遺，獎牌榜上儘管贏得大量金牌領先群雄，可是體育精神輸得一塌糊塗，枉稱體育大國也。于洋和王曉理枉稱世界第一，在女子羽毛球雙打比賽之中居然刻意求敗打假波，弄來一場大醜聞，結果敗的不止一場比賽，而是國家形象。」[25]
- 《搜狐体育》李毅：现在羽毛球市场原本就局限于欧亚两洲，而欧洲势力近年来又逐渐微弱，这意味着该项目在进一步萎缩。世界羽联的人士甚至说过，羽毛球正在成为一项亚洲运动。而现在，偏偏是来自亚洲的队伍、亚洲组合，自己拆自己的台。[8]
- 《广州日报》杨敏：我觉得另一对女双组合田卿/赵芸蕾会面临非常大的压力，纵然最后夺冠也会深深自责。[8]
- 《搜狐体育》陶冶：那场比赛我就在现场，6000多名观众嘘声四起，世界羽联不处罚才是丑闻。[8]

## 外部連結
- london2012.com/badminton （英文）